# Erich Rudolf Jaensch
Erich Rudolf Ferdinand Jaensch (* 26. Februar 1883 in Breslau; † 12. Januar 1940 in Marburg) war ein deutscher Psychologe und Philosoph mit einem Lehrstuhl an der Philipps-Universität Marburg. Jaensch engagierte sich besonders ausgeprägt für die nationalsozialistische Gleichschaltung und Umgestaltung des akademischen Lebens im Deutschen Reich nach der Machtübernahme der NSDAP.

## Leben
Jaensch studierte an der Universität Breslau bei Hermann Ebbinghaus und an der Universität Göttingen bei Georg Elias Müller. Bei Ebbinghaus beschäftigte er sich besonders mit Experimenten zur Zeit- und Bewegungsempfindung. Ferner interessierte ihn das Phänomen der Tastsinnstäuschung, was auch sein weiterführendes Interesse an der Blindenpsychologie erklärt, führte er doch selber in dieser Zeit Experimente mit blinden Probanden durch. Durch Müller erfolgte eine Verschiebung in Jaenschs Denken hin zu den direkten psychologischen Themen der Wahrnehmung. In Göttingen wurde er mit der Arbeit Zur Analyse der Gesichtswahrnehmung promoviert. Hierin stellte er weiterführende Überlegungen zum Aubert-Försterschen Phänomen an, dass sich die wahrgenommene Größe eines Objektes nicht mit dessen Größe des Bildes auf der Retina deckt. Besonders das seitliche Sehen fand hierin seine Beachtung. Er wurde an der Universität Straßburg mit der Schrift Über die Wahrnehmung des Raumes habilitiert. Seine Duplizitätstheorie nimmt hierin ihren Anfang. Jaensch nahm an, dass periodische Schwingungen von der Cochlea aufgenommen würden, aperiodische hingegen von anderen Teilen des Ohrs. Schwingungen, die sowohl periodischen als auch aperiodischen Charakter zeigten, würden hingegen sowohl von der Cochlea als auch von anderen Organen wahrgenommen. Bereits in dieser Schrift finden sich auch erste Überlegungen zur Kulturanthropologie: So nahm Jaensch an, dass das Geräusch in der Menschheitsgeschichte eher wahrgenommen worden sei als der Ton. Gleichermaßen seien Stäbe in der Entwicklung der Menschheit eher vorhanden gewesen als konische Formen.
Jaensch war Direktor des Psychologischen Instituts und des Philosophischen Seminars sowie von 1912 bis 1913 Ordinarius für Philosophie an der Universität Halle. 1913 wurde Jaensch ordentlicher Professor an der Universität Marburg. Die Ordination von Jaensch verursachte einen ziemlichen Aufruhr in Marburg. Als Nachfolger von Hermann Cohen verdrängte er dessen idealistischen Neukantianismus aus der Marburger Fakultät und setzte an dessen Stelle seinen eigenen experimentalpsychologischen Ansatz. Die Konfrontation wurde sowohl für die Anhänger Hermann Cohens als auch die Vertreter der experimentalpsychologischen Richtung um Erich Rudolf Jaensch zu einer traumatischen Erfahrung. Im Jahr 1919 wurde Jaensch zum Mitglied der Leopoldina gewählt.
Erich Rudolf Jaensch starb 1940 an den Folgen einer Operation. Er war der Bruder von Walther Jaensch, dem Direktor des Instituts für „Konstitutionsmedizin“ in Berlin. Sein und damit auch Cohens Nachfolger auf dem Lehrstuhl wurde der gegen jede nationalsozialistische Ansteckung immune Kantianer Julius Ebbinghaus, bei dessen Vater Erich Rudolf Jaensch einst Experimentalpsychologie gelernt hatte.
Der Nachlass von Erich Rudolf Jaensch befindet sich im Psychologiegeschichtlichen Forschungsarchiv (PGFA) der Fernuniversität in Hagen.

## Nationalsozialismus
Jaensch wandte sich schon vor der Machtergreifung dem Nationalsozialismus zu. 1932 wurde er Mitglied in Alfred Rosenbergs Kampfbund für deutsche Kultur und förderndes Mitglied der SS. Zum 1. Mai 1933 trat er der NSDAP (Mitgliedsnummer 2.828.444) und im selben Jahr auch dem NS-Lehrerbund bei. Im März 1933 unterzeichnete er die Erklärung von 300 Hochschullehrern für Adolf Hitler, am 11. November 1933 das Bekenntnis der Professoren an den deutschen Universitäten und Hochschulen zu Adolf Hitler und dem nationalsozialistischen Staat. Er gehörte zu den Hauptpropagandisten der NS-Ideologie im Fachbereich Psychologie. Nach Ansicht des Gestaltpsychologen Wolfgang Metzger entwickelte er sich zu einem „Zutreiber des Nationalsozialismus“. Im Jahr 1933 gründete er das „Institut für psychologische Anthropologie“ in Marburg, das ebenfalls zu einem Träger nationalsozialistischen Gedankenguts wurde. Er wollte Marburg zum Zentrum der nationalsozialistischen Philosophie machen. Von 1936 an war er Vorsitzender der Deutschen Gesellschaft für Psychologie. Spätestens mit seiner Schrift Der Gegentypus, erschienen im Jahr der Reichspogromnacht, wurde seine Typologie zu einer Rechtfertigungslehre der nationalsozialistischen Rassenideologie. Diese Schrift diente nach Ansicht von Wolfgang Metzger – der damals selbst Mitglied von SA und NSDAP war und während der NS-Zeit Karriere machte – „zur Ausschaltung Andersdenkender vor allem jüdischer Fachgenossen“. So hetzte er gegen seinen Vorgänger Hermann Cohen. Jaenschs Schrift Der Gegentypus hat zudem durch die bissige Kritik des Dichters Gottfried Benn Eingang in die Literaturgeschichte gefunden. Zum Beleg der Gültigkeit der NS-Ideologie führte Jaensch Versuche auf Hühnerhöfen durch, die als „Forschungs- und Aufklärungsmittel in menschlichen Rassefragen“ herhalten sollten.
Zu erwähnen ist auch Jaenschs Interesse an der Parapsychologie, das ebenfalls in die Zeit des Nationalsozialismus fällt. Hervorzuheben ist hierbei sein Vorwort zu einer Schrift von Hans Bender Zum Problem der außersinnlichen Wahrnehmung (1936). Bender wurde nach dem Krieg der bekannteste Vertreter der deutschsprachigen Parapsychologie und gründete ein eigenes Institut in Freiburg.

## Werk
Mit seinen psychologischen Arbeiten war Jaensch in den 1920er Jahren der meistzitierte Psychologe seiner Zeit. Im Mittelpunkt seiner Studien stand eine eigenständige Lehre von den Konstitutionstypen sowie Arbeiten zur Eidetik. Selbstversuche mit Meskalin trugen wesentlich zu seiner eidetischen Hypothesenbildung bei.
In die Zeit von seiner Übernahme der Professur in Marburg bis in die Mitte der 20er Jahre hinein fällt die Entwicklung einer eigenen Eidetik. Jaensch führte die vom Wiener Oberarzt Viktor Urbantschitsch entdeckte Forschung zur Beschreibung sogenannter Anschauungsbilder im eigenen Inneren fort. Er ging davon aus, dass diese Anschauungsbilder vor allem für Kinder und Jugendliche typisch seien. Nach Maria Krudewig sind für Jaensche Eidetik sechs Merkmale bezeichnend:
- Wahrnehmbare anschauliche Inhalte (Die Erscheinungen bleiben sich immer gleich)
- Bildhaftigkeit (Anschauungsbilder sind im Regelfall zwei- bei Basedowscher Krankheit dreidimensional)
- Nicht-Leibhaftigkeit (Das Gesehene hat keine physischen Eigenschaften z. B. Gewicht)
- Lokalisationsort (Die Anschauungsbilder werden in den Außenraum projiziert)
- Farbcharakter (Der Hintergrund des Bildes bestimmt die eidetische Schau)
- Definition des Anschauungsbildes (Welche Zeit bis Entstehung vergeht?, Welche Größe hat es?)

Die Forschungen fanden besonders im Bereich der Pädagogik Anwendung.
In den 1920er Jahren übernahm Jaensch die Leitung der Zeitschrift für Psychologie, einer der bekanntesten deutschsprachigen psychologischen Fachzeitschriften. Bezogen auf sein Werk erweiterte sich in dieser Zeit auch sein zuvor rein experimenteller Ansatz zu einem ausgeformten kulturanthropologischen Entwurf. In seiner Schrift Über den Aufbau der Wahrnehmungswelt und die Grundlagen der menschlichen Erkenntnis (1924) entwirft Jaensch u. a. ein eidogisches Modell der Religionsentstehung, das sich u. a. an Lucien Lévy-Bruhl orientiert. Auch Jaenschs Freundschaft mit dem evangelischen Theologen und Religionswissenschaftler Rudolf Otto dürfte ihren Anfang zu dieser Zeit genommen haben. Fest steht, dass sich beide Autoren in ihren Anschauungen gegenseitig beeinflusst haben. Ferner entwickelte Jaensch selbst Ende der 1920er Jahre einen eigenen religionspsychologischen Ansatz, der sich stark auf seine Typologie stützt.
Diese Typologie entstand Mitte der 20er Jahre. Sie stellt eine Ausweitung seiner Eidologie dar und geht im Kern ebenfalls auf wahrnehmungspsychologische Überlegungen zurück. Demnach gebe es vier Formen von Wahrnehmungstypen. Die Typen würden integrierend oder desintegrierend mit ihrer Wahrnehmung umgehen:
- J1: Bezieht seine Anregungen allein aus der Wahrnehmung der Außenwelt.
- J2: Lebt aus den eigenen Vorstellungen (Ideen, Idealen) heraus.
- J3: Ist der ideale Mischcharakter, der sich aus beiden Wahrnehmungstypen heraus formt. Er verschmilzt das Positive der Außenorientierung von J1 mit dem Idealismus von J2.
- S1: Ist ein Charakter, der sich an keiner Vorstellung, sei sie innen oder außen, wirklich orientiert. Er ist ziel- und haltlos.

Jaensch zeigt sich in dieser Zeit der Typologie von Carl Gustav Jung verwandt, der in introvertierte und extravertierte Typen trennte.
Am Thema der Integration bzw. Desintegration der Wahrnehmung wird deutlich, dass seine Wahrnehmungsforschung dem Zeitzusammenhang verhaftet ist. Jaensch war zentraler Vertreter der Marburger Schule, die eine eigene Form von Ganzheitspsychologie vertrat. Die Ganzheitspsychologie vertrat im Gegensatz zur Berliner Schule der Gestaltpsychologie die Ansicht, dass eine Strukturierung von psychischen (Wahrnehmungs-)Inhalten durch das Erleben vereinfacht und integriert zeige. Zu Beginn des Wahrnehmungsvorganges sei das Wahrgenommene allerdings selbst diffus und ungegliedert. Die sich auf Jaensch gründende Marburger Schule ist von ihren Anschauungen zwischen der Gestaltpsychologie der Berliner Schule und der zweiten Leipziger Schule um Felix Krueger anzusiedeln.
In den späten 30er Jahren trat Jaensch als Kritiker der gängigen Intelligenztests hervor, denen er vorwarf, konstitutionelle Unterschiede zu missachten.

## Nachwirkungen
Allein durch sein Engagement im NS-Regime ist Jaenschs Forschung heute ziemlich diskreditiert. Lediglich seine Eidetik hat nach dem Krieg noch eine gewisse Beachtung gefunden. Mehrere seiner Werke wurden 1946 in der Sowjetischen Besatzungszone auf die Liste der auszusondernden Literatur gesetzt.

## Schriften
- Zur Analyse der Gesichtswahrnehmungen (Zeitschrift für Psychologie – Ergänzungs-Band 4.1909) Digitalisat auf Internet Archive
- Über die Wahrnehmung des Raumes (Zeitschrift für Psychologie – Ergänzungs-Band 6.1911) Digitalisat auf Internet Archive
- Einige allgemeine Fragen der Psychologie und der Biologie des Denkens, erläutert an der Lehre vom Vergleich: mit Bemerkungen über die Krisis in der Philosophie der Gegenwart. Barth, Leipzig 1920.
- Die Eidetik und die typologische Forschungsmethode: in ihrer Bedeutung für die Jugendpsychologie und Pädagogik, für die allgemeine Psychologie und die Psychophysiologie der menschlichen Persönlichkeit ; mit besonderer Berücksichtigung der grundlegenden Fragen und der Untersuchungsmethodik. 2. Aufl. Quelle & Meyer, Leipzig 1927.
- Über den Aufbau der Wahrnehmungswelt. Barth, Leipzig 1927.
- Zur Geschichte des Psychologischen Instituts. In: H. Hermelink & S.A. Kaehler (Hrsg.): Die Philipps-Universität zu Marburg 1527–1927 (S. 687–690). Elwert, Marburg 1927 (unveränd. Nachdruck 1977).
- Das psychologische Institut in Marburg. Elwert, Marburg 1927
- Grundformen menschlichen Seins : (mit Berücksichtigung ihrer Beziehungen zu Biologie und Medizin, zu Kulturphilosophie und Pädagogik). Elsner, Berlin 1929
- Über den Aufbau des Bewußtseins. 1930
- Vorfragen der Wirklichkeitsphilosophie. 1931
- Über die Grundlagen der menschlichen Erkenntnis. Joh. Ambr. Barth, Leipzig 1931
- Die Lage und die Aufgaben der Psychologie. Barth, Leipzig 1933
- Die Wissenschaft und die deutsche völkische Bewegung. Elwert’sche Verlagsbuchhandlung, Marburg 1933
- Der Kampf der deutschen Psychologie. J. Beltz, Langensalza 1934.
- Das Kulturziel im neuen Reich. Diesterweg, Frankfurt/Main 1934
- Eidetische Anlage und kindliches Seelenleben. Barth, Leipzig 1934
- Zur Neugestaltung des deutschen Studententums und der Hochschule. Barth, Leipzig 1937
- Die Psychologie und die Wandlungen im deutschen Idealismus. Fischer, Jena 1937
- Der Gegentypus: psychologisch-anthropologische Grundlagen deutscher Kulturphilosophie, ausgehend von dem was wir überwinden wollen. Barth, Leipzig 1938
- Nachwort. In: Karl Schwarze: Ernst Moritz Arndt und sein Kampf gegen den Geistesidealismus. Barth, Leipzig 1939
- Mathematisches Denken und Seelenform. Barth, Leipzig 1939
- E. R. Jaensch und Rudolf Hentze: Grundgesetze der Jugendentwicklung. Barth, Leipzig 1939
- Das Wahrheitsproblem bei der völkischen Neugestaltung von Wissenschaft und Erziehung. Beyer, Langensalza 1939.
- Hellas und wir. Pyrsoy, Athen 1939
- Der Hühnerhof als Forschungs- und Aufklärungsmittel in menschlichen Rassenfragen. Parey, Berlin 1939
- Jaensch, Erich R. & Althoff, Fritz: Mathematisches Denken und Seelenform: Vorfragen der Paedagogik und völkischen Neugestaltung des mathematischen Unterrichts. Barth, Leipzig 1939
- Zur Eidetik und Integrationstypologie:  Arbeiten aus dem Institut für psychologische Anthropologie an der Universität Marburg/Lahn. Barth, Leipzig 1941